# ستيف الأبيض
ستيف الأبيض (بالإنجليزية: Steve White)‏ هو كاتب سيناريو وممثل أمريكي، ولد في 1 مارس 1961 ببروكلين في الولايات المتحدة.

## وصلات خارجية
- ستيف الأبيض على موقع IMDb (الإنجليزية)
- ستيف الأبيض على موقع أول موفي (الإنجليزية)
- ستيف الأبيض على موقع قاعدة بيانات الأفلام السويدية (السويدية)
- ستيف الأبيض على موقع قاعدة بيانات الفيلم (الإنجليزية)